# Feliks Jasiński

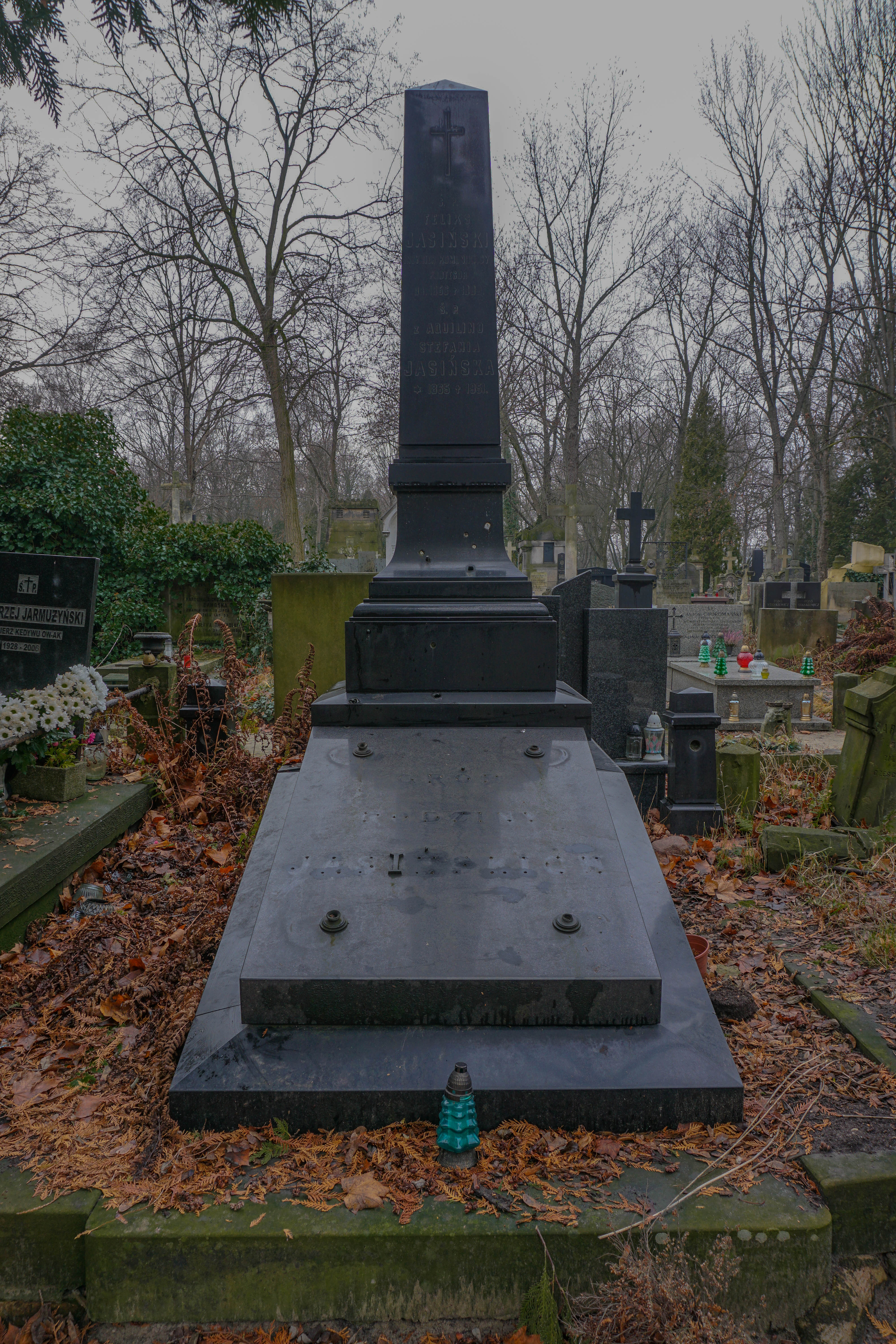
Grób Feliksa Jasińskiego na cmentarzu Powązkowskim

Feliks Antoni Michał Jasiński (ur. 15 września 1856 w Warszawie, zm. 18 listopada 1899 w Petersburgu) – polski inżynier kolejnictwa, budowniczy kolei Petersburg-Moskwa oraz konstruktor mostów. Był cenionym na świecie specjalistą w dziedzinie wytrzymałości materiałów budowlanych oraz światowym pionierem teorii sprężystości. Autor dzieła Badania nad sztywnością prętów ściskanych, profesor Instytutu Inżynierów Komunikacji w Petersburgu.

## Rodzina i młodość
Urodził się w Warszawie w roku 1856. Jego matka zmarła przy porodzie; dziadek, odznaczony medalem Virtuti Militari weteran powstania listopadowego, był znanym warszawskim lekarzem, a ojciec rejentem. Starszy brat Feliksa, Roman, był, podobnie jak dziadek, lekarzem oraz jednym z założycieli pogotowia ratunkowego w Warszawie. W wieku 8 lat Feliks rozpoczął naukę w 2 gimnazjum klasycznym, które ukończył w wieku lat 15. W roku 1872 wyjechał do Petersburga, gdzie zdał egzaminy do Instytutu Inżynierów Komunikacji  Edukację zakończył w roku 1877 w wieku 21 lat jako inżynier komunikacji. Już w okresie studenckim wykazywał się genialnymi zdolnościami matematycznymi. Z tego czasu pochodzi jego pierwsza drukowana praca: Połączenie mostów żelaznych nitami, która ukazała się w czasopiśmie Ministerstwa Komunikacji w 1878 roku.

## Kariera zawodowa
W 1877 roku Jasiński objął stanowisko technika dystansu pskowskiego petersbursko-warszawskiej linii kolejowej. Rok później był już zastępcą inżyniera-kontrolera drugiego oddziału Kolei Warszawskiej w Wilnie, a od 1885 był naczelnikiem ósmego dystansu Kolei Petersbursko-Warszawskiej w Wilnie. Z jego prac na tym stanowisku na uwagę zasługują m.in. przebudowa żelaznego mostu przez rzekę Iżora oraz zainstalowanie oświetlenia elektrycznego na stacji Gatczyna. Pełnił także funkcję inżyniera miejskiego w Wilnie. W tym czasie przeprowadził m.in. rozbudowę stacji wileńskiej oraz regulację i obwałowanie rzeki Wilejki a także przebudowę miejskiej sieci wodociągowej. Zbudował nowy gmach Politechniki Wileńskiej, w której wykładał inżynierię kolejową w latach akademickich 1881-82 i 1882-83, oraz według własnego projektu rzeźnię miejską.  
W latach 1890-1899 naczelnik wydziału technicznego służby drogowej i remontu budynków a następnie zastępcy naczelnika służby budowy kolei petersbursko-moskiewskiej. Przeprowadził wówczas modernizację tej linii w celu przystosowania jej do ruchu ciężkich parowozów oraz zwiększonej do 64 km/h prędkości parowozów. Trzeba było w związku z tym wzmocnić i częściowo przebudować znajdujące się na niej mosty kolejowe. Jasiński podszedł do tych zadań nieszablonowo, przeprowadzają na szeroką skalę pionierskie badania wytrzymałościowe. 

## Kariera naukowa
Od 1892 roku Jasiński zajmował się głównie pracą naukową. Był autorem prac z teorii sztywności prętów ściskanych. W 1894 roku opublikował na ten temat pracę naukową w języku francuskim oraz rosyjskim pt. Badania nad sztywnością prętów ściskanych, dzięki której zdobył w środowisku inżynierskim światową sławę. Dzieło zostało wydane rok później w języku polskim. W ciągu 8 lat ogłosił drukiem około 50 prac na tematy inżynierii lądowej, z czego 20 było owocem samodzielnych badań naukowych Jasińskiego. W roku 1893 opublikował monografię pt. Próba rozwinięcia teorii wyboczenia, gdzie podał wraz z L. Tetmajerem wzory empiryczne do obliczania naprężeń krytycznych przy wyboczeniu. W publikacji tej zaprezentował szereg wyliczeń dokonanych w oparciu o własne doświadczenia, zapoczątkowane badaniami nad wytrzymałością dźwigarów mostowych, gdzie ustalił empiryczne wzory na wartość naprężeń krytycznych oraz wartości, przy których elementy ściskane ulegają zniekształceniu. Wzory te, jak i zestawione przez Jasińskiego tablice obliczeń, są stosowane do dziś w praktyce inżynierskiej na całym świecie.
Publikacja została nagrodzona w 1894 roku rosyjską nagrodą im. P. Andrijewa, przyznawaną co 10 lat najlepszemu inżynierowi dróg i komunikacji. Dzięki niej został adiunktem, a później w 1896 profesorem Instytutu Inżynierów Komunikacji, gdzie prowadził wykłady na temat statyki budowli i teorii sprężystości. Równocześnie wykładał także w Instytucie Inżynierów Cywilnych oraz Instytucie Górniczym. 
Spoczywa na cmentarzu Powązkowskim w Warszawie (kwatera 37-1-10/11).

## Wynalazczość
Jasiński był również autorem wynalazków z dziedziny inżynierii budowlanej. Podczas pracy nad teorią sprężystości udoskonalił stosowane wówczas urządzenie służące do pomiaru odkształceń – tensometr. W 1889 roku zbudował na peronach stacji Gatczyna pierwsze w Rosji trójprzegubowe stalowe łuki kratowe, a także zaprojektował oryginalne. pilaste przykrycie dachowe, którego model eksponowano na wystawie światowej w Paryżu w 1900 roku.

## Prace
Feliks Jasiński opublikował 50 prac na tematy inżynierii lądowej, Większość z nich ukazała się w piśmie naukowym Ministerstwa Komunikacji "Йзвеcтія Собранія Иинженеров Путей Оообщевія"  Najważniejsze z nich to:
- Опыт развитая теоріи продол ыщго изгиба [Doświadczenia w rozwiniętej teorii zginania wzdłużnego] 1892
- Замѣтка о рельсовых стыках на мостах въ связи съ вопро-сом о вертикальных колебаніяхъ ферм [Notatka o złączach szynowych na mostach w związku z problemem drgań pionowych kratownic] 1893
- Приыіяеніе уравновіщеввыхъ ферм къ желѣзпымъ стропилам, [Dodanie wyrównywania kratownic do krokwi żelaznych] 1893
- Къ вопросу о сопротивденш рѣшетчатых ферм выпучнванію [W sprawie odporności kratownic kratowych na wybrzuszenia] 1893
- К вопросу о разложенш сложных статически опреділнмыхъ ферм на простыл системы [W sprawie rozkładu złożonych, statycznie określonych kratownic na proste układy] 1898
- Опыт общей теорій равновѣсія сооружеиій [Ogólne doświadczenie teorii równowagi struktur], 1899

W języku polskim ukazały się m.in.
- Badania nad sztywnością prętów ściskanych, Warszawa 1894[8]
- Próba rozwinięcia teorii wyboczenia, 1893

## Odznaczony
Order św. Stanisława III klasy (1889)